# Christine Lambrecht
Christine Lambrecht (Mannheim, 1965. június 19. –) német szociáldemokrata politikus, szövetségi védelmi miniszter (2021-2023).

## Életpályája
Viernheimben járt gimnáziumba, 1984-ben érettségizett. 
1982-ben csatlakozott a Németország Szociáldemokrata Pártjához.
1998 és 2021 között a Bundestag tagjá volt.